# Висоцький Микита Володимирович
Мики́та Володи́мирович Висо́цький (рос. Никита Владимирович Высоцкий; нар. 8 серпня 1964) — радянський і російський актор театру і кіно, режисер.

## Життєпис
Микита Висоцький народився 8 серпня 1964 року. Син Володимира Висоцького і Людмили Абрамової. Батьки розлучились 1968 року, а офіційно оформили розлучення в 1970 році. Після закінчення школи працював рік на заводі. У 1986 році закінчив Школу-студію МХАТ (курс Андрія Мягкова). З 1986 служив в армії, останні півроку в Театрі Радянської Армії.
У 1986—1988 грав у театрі «Современник-2». Потім організував свій театр, який називався Московський маленький театр. З 1996 року — директор  Державного культурного центру-музею В.C.Висоцького (ГКЦМ). З 1997 року — засновник і виконавчий директор Благодійного Фонду Володимира Висоцького.

## Фільмографія
- 1988 — Дежа вю
- 1990 — Мишоловка
- 1990 — Наутілус
- 1991 — Привид
- 1992 — Час вашого життя
- 1993 — Виродок
- 1995 — Suspens. Північ-Південь (виступив також і в ролі продюсера)
- 1999 — Максиміліан
- 2000 — Тести для справжніх чоловіків
- 2002 — Життя триває
- 2004 — Слухач — Сергій Петров (Слухач)
- 2005 — Запасний інстинкт
- 2008 — Дім Сонця — Олексій Карелін
- 2009 — П'ятниця. 12

## Ролі в театрі
- «Сьомий подвиг Геракла» (Современник-2)
- «Пітьма» (Современник-2)
- «Тінь» (Современник-2)
- «Заздрість» (Современник-2)
- «Володимир Висоцький» (Московського театру драми і комедії на Таганці)
- «Урок дружинам» (МХАТ ім А. П. Чехова)
- «Максиміліан столпник» (МХАТ ім А. П. Чехова)
- «Старий Новий Фауст» (Театр Луны)
- «Ще раз про голого короля» (режисер по акторам) (Современник)

### Інтерв'ю
- Микита Висоцький: довге впізнавання батька [Архівовано 5 серпня 2010 у Wayback Machine.], журнал «Огонек», No. 43, 21.10.1996
- Микита Висоцький: «Образ батька — це автомобіль, що шалено мчить» [Архівовано 11 червня 2015 у Wayback Machine.], АіФ Суперзірки, випуск 02 (08), 20.01.2003
- Микита Висоцький: «Не треба говорити, ніби у нас була дружна сім'я» [Архівовано 12 травня 2012 у Wayback Machine.], АіФ Суперзірки, випуск 14 (68), 26.06.2005